# 蒙大拿州州旗

現今蒙大拿州州旗

1905年-1981年的蒙大拿州州旗

蒙大拿州州旗以藍色為底，中央為蒙大拿州州徽。旗幟中央的州徽描繪了密蘇里河大瀑布的情景，下方的緞帶則寫有蒙大拿州的格言「金銀遍地」（西班牙語：Oro y plata；英語：Gold and Silver）。
蒙大拿州自1905年起採用此州旗，直到1981年又在州徽上方加上「蒙大拿」（Montana）的字樣。

## 外部資料
- Symbols of Montana